# 腹筋善之介
腹筋 善之介（ふっきん ぜんのすけ、1965年5月8日 - ）は、日本の男性俳優、声優、脚本家、演出家。大阪府大阪市出身。

## 経歴・人物
- 大阪府立北野高等学校、神戸商科大学経営学部卒業。神戸大学の学生劇団に参加したのち、高校の同級生である西田シャトナーらとともに1989年に劇団「惑星ピスタチオ」を結成、座長を務める。

パントマイムと膨大な説明科白を駆使して場面描写や登場人物の心情を表現する「パワーマイム」と呼ばれる、独特の演出を取り入れた舞台を数多く公演した。
また惑星ピスタチオの団員保村大和とのコントユニット「腹筋戦艦ヤマト」としても活動し、「爆笑BOOING」にも出演した。
- 2000年 惑星ピスタチオを解散。
- 2003年 劇団「IQ5000」を結成。
- 2004年 演劇集団「Piper」に所属。
- 2020年 duobus株式会社を立ち上げる。

舞台での活動が中心だが、他にもドラマやアニメ、吹き替えなど、活動の場を広げている。特技は整体。
惑星ピスタチオ時代からのスキンヘッドが特徴で、同劇団の公演「KNIFE」では他の出演者からその風貌をネタにされる場面がある。

## 出演
太字はメインキャラクター。

### テレビドラマ
2000年
- NHK連続テレビ小説「オードリー」（原田寛次郎、原田欣二（二役））

2003年
- NHK連続テレビ小説「てるてる家族」（村田敏司）

2009年
- 仮面ライダーW（サンタちゃん）(店長)

2012年
- NHK大河ドラマ「平清盛」（明雲）

### 映画
2009年
- 仮面ライダー×仮面ライダー W&ディケイド MOVIE大戦2010（サンタちゃん）

2010年
- 仮面ライダーW FOREVER AtoZ/運命のガイアメモリ（サンタちゃん）
- 仮面ライダー×仮面ライダー オーズ&ダブル feat.スカル MOVIE大戦CORE（サンタちゃん）

2011年
- さや侍（骨殺師　ゴリゴリ）

### 舞台
- カプセル兵団「炎の60分シリーズ#4 二本立て公演『燃えよ映画魂！』／『燃えてヒーローショー！』（再演）」（2007年2月7日〜2月12日、笹塚ファクトリー）
- 岡山子ども未来ミュージカル「ハロルド」/上演台本及び演出/（2019年〜2022年、岡山みらいホール)
- テアトルサマーミュージカル「WITH」/演出/（2021年8月、Artware hub KAKEHASHI MEMORIAL）
- 子どもが主役の本格ミュージカル「RAN」/台本、作詞、演出/(2022年12月、なかのZERO小ホール・2024年1月、府中の森芸術劇場・2025年8月、たましんRISURUホール)

### テレビアニメ
2006年
- TOKYO TRIBE2（2006年 - 2007年、スカンク[2]）

2007年
- はたらキッズ マイハム組（アレック[3]）

2012年
- モーレツ宇宙海賊（フェイ）

### 劇場版アニメ
- HELLS ANGELS（担任[4]）

### 吹き替え
- ストリートファイター ザ・レジェンド・オブ・チュンリー（ナッシュ）

### ラジオ
- ラヴィーナ&メゾン STORY FOR TWO（Kiss-FM KOBE、1996年-2016年の20年間レギュラー ）

### その他
- 世界遺産への招待状（2009年4月 - 2010年3月） - 語り
- きょこう執筆_教職員の健康を応援シリーズ_2022年〜